# Stipagrostis plumosa
Stipagrostis plumosa là một loài thực vật có hoa trong họ Hòa thảo. Loài này được Munro ex T.Anderson miêu tả khoa học đầu tiên năm 1860.